# L'Assassin (film)
Pour les articles homonymes, voir L'Assassin.
Pour plus de détails, voir Fiche technique et Distribution.

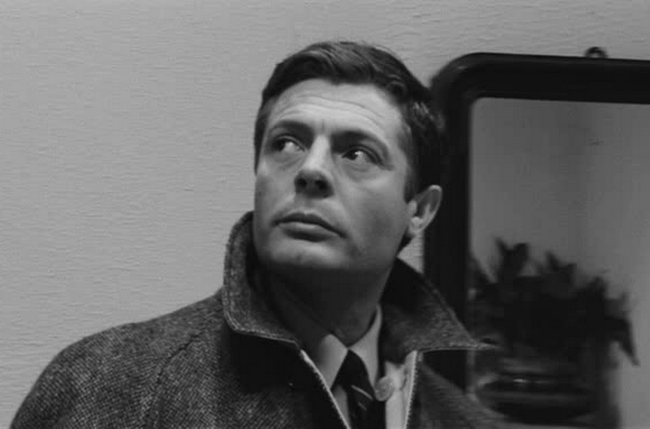
Marcello Mastroianni.

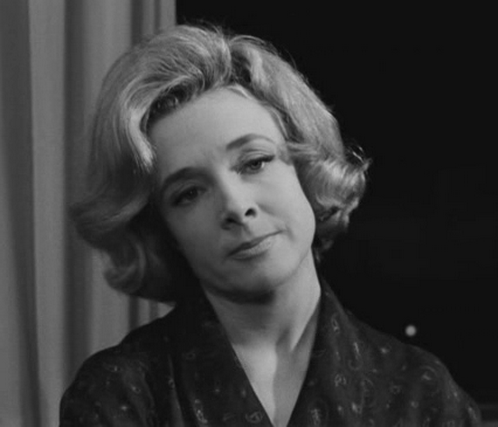
Micheline Presle.

L'Assassin (L'assassino) est un film italien réalisé par Elio Petri, sorti en 1961. Le film n'a pas à l'origine connu de distribution normale en France, mais il ressort en copie restaurée le 20 juin 2012.

## Synopsis
Le jeune antiquaire de trente-cinq ans Alfredo Martelli est soudainement enlevé de chez lui et amené par la police au commissariat sans aucune explication. L'homme attend longtemps de connaître le motif de sa détention, jusqu'à ce que le commissaire Palumbo lui révèle qu'il est soupçonné de meurtre : son ancienne maîtresse, Adalgisa De Matteis, qu'il avait rencontrée la veille pour lui demander de différer un paiement, a été assassinée.
Martelli passe donc une journée entière à retracer toute sa vie, entre les interrogatoires et contre-interrogatoires serrés du commissaire et une nuit angoissante dans sa cellule, révélant peu à peu toute la malhonnêteté et la mesquinerie morale avec lesquelles il a tenté de se faire un nom dans la société, jusqu'au coup de théâtre final : au cours de l'interrogatoire d'autres témoins, la police parvient à faire toute la lumière sur l'affaire et à découvrir le véritable coupable, de sorte qu'Alfredo peut enfin être libéré.
L'angoisse de ces moments dramatiques semble avoir provoqué chez lui une réaction saine, une incitation à changer de vie, mais bientôt le remords et le repentir se dissipent. Le jeune antiquaire retourne ainsi se replonger, conscient et peut-être chagrin, mais fatalement résigné, dans les mauvaises habitudes d'avant, comme si rien, en réalité, ne s'était passé.

## Fiche technique
- Titre : L'Assassin
- Titre original : L'assassino
- Réalisation : Elio Petri, assisté de Giuliano Montaldo
- Scénario : Pasquale Festa Campanile, Massimo Franciosa, Tonino Guerra et Elio Petri d'après une histoire de Tonino Guerra et Elio Petri
- Production : Franco Cristaldi
- Musique : Piero Piccioni
- Photographie : Carlo Di Palma
- Cadreur : Dario Di Palma
- Montage : Ruggero Mastroianni
- Décors : Giovanni Checchi, Renzo Vespignani
- Costumes : Graziella Urbinati
- Pays d'origine :  Italie,  France
- Format : Noir et blanc - 35 mm - 1,85:1 - Mono (Westrex Recording System)
- Genre : Thriller
- Durée : 97 minutes
- Dates de sortie :  Italie : 27 mars 1961 ;  France : 10 juillet 1964
- Affiche : Jean Mascii (France)

## Distribution
- Marcello Mastroianni : Alfredo Martelli
- Micheline Presle : Adalgisa De Matteis
- Cristina Gaioni : Nicoletta Nogara
- Salvo Randone : Commissaire Palumbo
- Andrea Checchi : Morello
- Francesco Grandjacquet : Vecchio signore
- Mac Ronay : Suicida
- Max Cartier : Bruno
- Giovanna Gagliardo : Rosetta

## Autour du film
- Dans un ouvrage consacré à une série d'entretiens avec des professionnels du cinéma italien, Elio Petri déclare à Jean A. Gili : « L'assassino était un film post-antonionien, sur un personnage aliéné, un film sur l'incommunicabilité. Parallèlement, je cherchais à introduire un discours sur la police et les rapports de type kafkaïen avec l'autorité. En Italie, et partout dans le monde, du moment que vous êtes face à l'autorité, vous êtes coupable. »